# Oscar Luigi Scalfaro
Oscar Luigi Scalfaro [òskar luídži skálfaro], italijanski pravnik, tožilec, in politik, * 9. september 1918, Novara, Piemont, † 29. januar 2012, Rim.
Scalfaro je bil predsednik Italijanske republike med letoma 1992 in 1999, zatem pa kot član Katoliške demokracije dosmrtni senator.

## Življenjepis
2. junija 1942 je diplomiral iz prava na Katoliški univerzi Srca Jezusovega v Milanu. 2. oktobra istega leta je postal uradnik, dokler ni leta 1945 postal javni tožilec. 
1946 je bil izvoljen v ustavodajno skupščino, nato pa je bil leta 1948 izvoljen v poslansko zbornico. Do leta 1992 je bil nato še desetkrat zaporedoma izvoljen.
25. maja 1992 je postal predsednik Italijanske republike. Njegov mandat se je iztekel leta 1999, ko je postal dosmrtni senator.